# Мічиганська Центральна Залізниця
Мічиганська центральна залізниця (англ. Michigan Central Railroad) — спочатку була зареєстрована в 1846 році для встановлення залізничного сполучення між Детройтом, штат Мічиган, і Сент-Джозефом, штат Мічиган. Пізніше залізниця працювала в штатах Мічиган, Індіана, Іллінойс у США та провінції Онтаріо в Канаді. Приблизно після 1867 року залізниця контролювалася Нью-Йоркською центральною залізницею, яка пізніше стала частиною Penn Central, а потім Conrail. Після розпаду Conrail у 1998 році Norfolk Southern Railway тепер володіє значною частиною колишніх центральних колій Мічигану.
На кінець 1925 року MC пройшов 3,011 км дороги та 6,661 км колій; того року він повідомив про 4 304 000 чистих тонно-миль доходу від вантажів і 600 мільйонів пасажиро-миль.

## Історія
Лінія між Детройтом і Сент-Джозефом, штат Мічиган, спочатку була запланована в 1830 році для забезпечення вантажних перевезень між Детройтом і Чикаго потягом до Сент-Джозефа та човном до Чикаго. Залізниця Детройт і Сент-Джозеф була заснована в 1831 році з капіталом у 1 500 000 доларів. Залізницю фактично почали будувати 18 травня 1836 року, починаючи з «Королівського кута» в Детройті, під якою тоді був відомий південно-східний кут Джефферсона та Вудворд-авеню. Однак це не місце розташування Центрального Вокзалу Мічигану, який, очевидно, замінив цю будівлю.
Невелика приватна організація швидко зіткнулася з проблемами отримання дешевої землі на приватному ринку, і почали обговорювати відмову від проєкту. Місто Детройт інвестувало в проєкт 50 тисяч доларів. У 1837 році штат Мічиган виручив залізницю, купивши її та інвестувавши 5 000 000 доларів. Тепер державна компанія була перейменована в Central Railroad of Michigan.

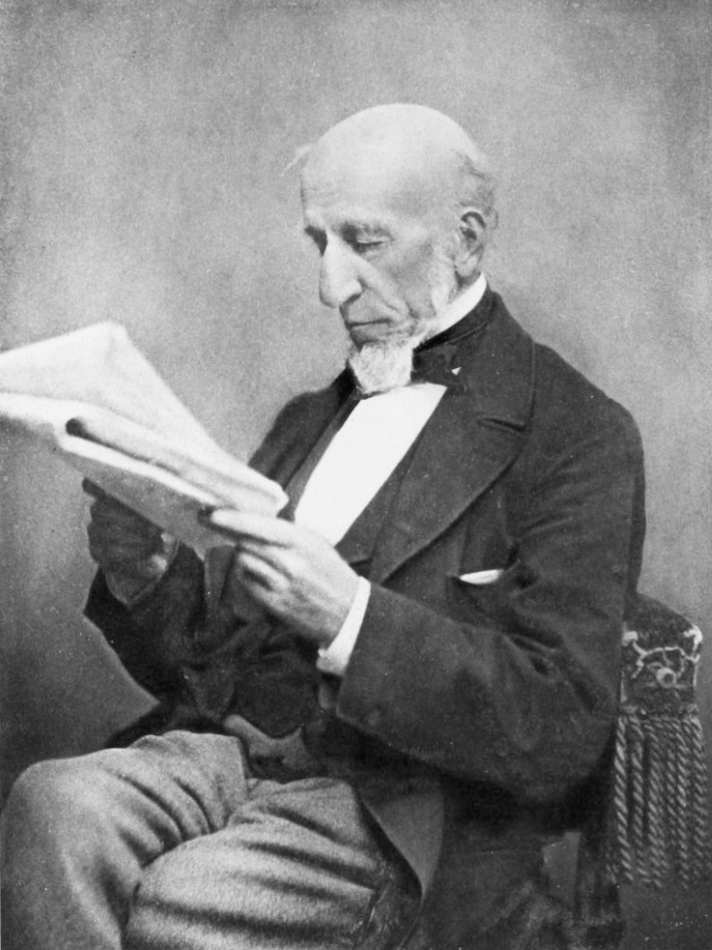
Джон Мюррей Форбс, президент Мічиганської центральної залізниці з 1846 по 1855 рік

До 1840 року у залізниці знову закінчилися гроші, і вона завершила будівництво лише між Детройтом і Декстером, штат Мічіган. У 1846 році штат продав залізницю щойно зареєстрованій Michigan Central corporation за 2 000 000 доларів. До цього часу залізниця досягла Каламазу, штат Мічиган, на відстань 230 км.

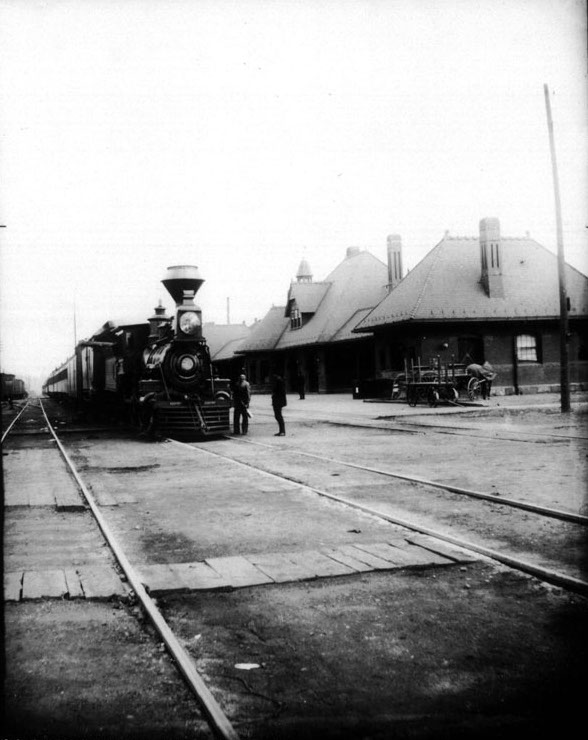
Потяг Michigan Central прибуває в Каламазу, Мічиган, 1887 рік

Це передбачало проїзд через два інші штати та отримання дозволу від законодавчих зборів двох штатів на це. Щоб полегшити цей процес, у 1851 році вони купили залізницю Джолітет і Північної Індіани. Таким чином вони досягли Мічиган-Сіті, штат Індіана, до 1850 року та закінчили лінію до Кенсінгтона, штат Іллінойс, (нині південний район Чикаго) у 1852 році, використовуючи права колії Іллінойс Централ до центру Чикаго. Завершена залізниця складала 430 км в довжину.

## Пасажирські послуги

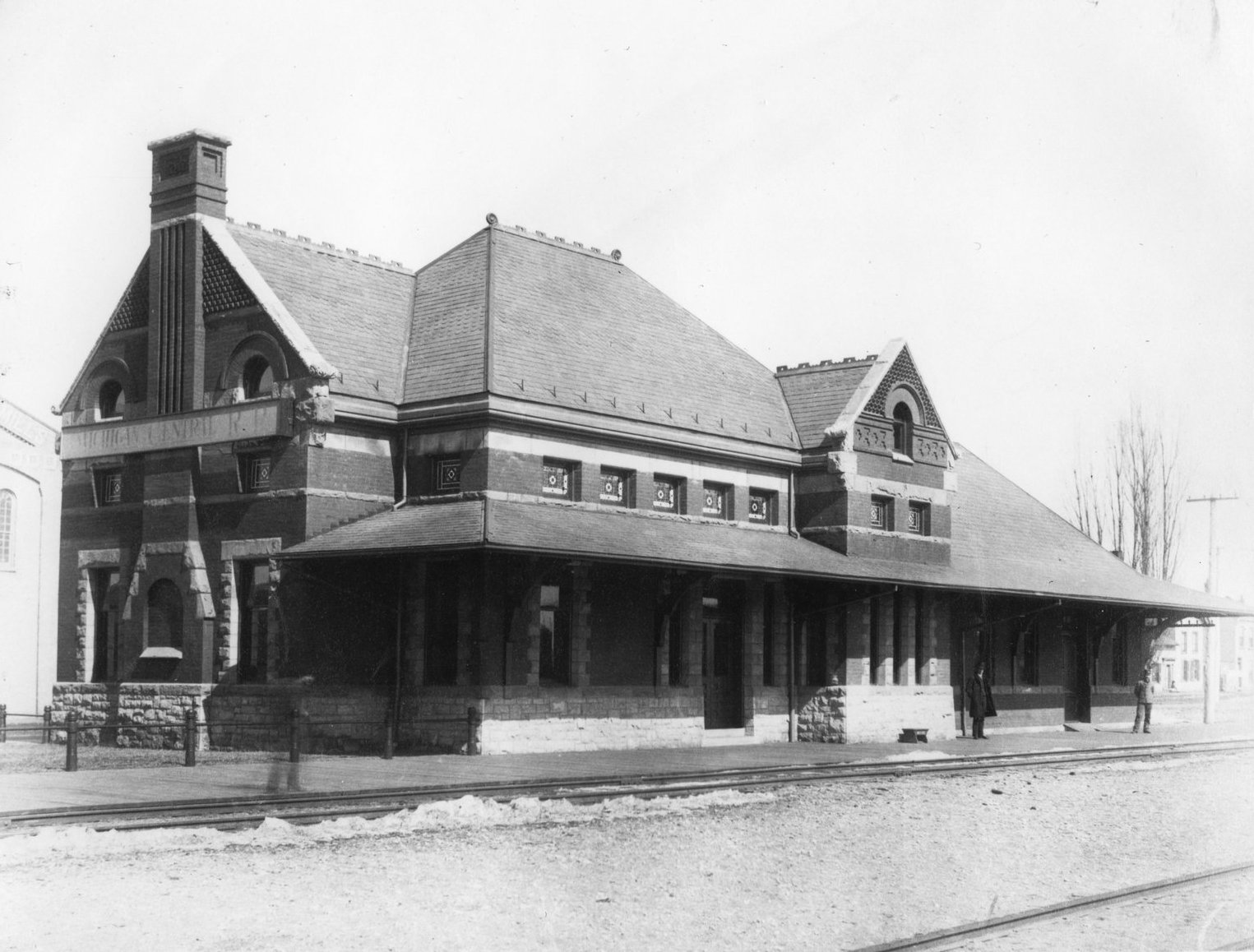
Центральний вокзал Мічигану в Лондоні, Онтаріо, приблизно 1890 рік

Мічіганська центральна залізниця керувала переважно пасажирськими поїздами між Чикаго та Детройтом. Ці потяги варіювалися від місцевих жителів до Росомахи. У 1904 році залізниця розпочала довгострокову оренду канадської Південної залізниці (CSR), яка керувала найбільш прямим маршрутом між Детройтом і Нью-Йорком. Магістраль CSR проходить через серце південно-західного Онтаріо, між Віндзором і Форт-Ері.
Нова служба, відома як Canada Division Passenger Service, пережила великий сплеск на початку 1920-х років. Між 1920 і 1922 роками легендарний пасажирський потяг "Росомаха" курсував двома ділянками, п’ять днів на тиждень уздовж магістралі CSR. Тоді, влітку 1923 року, "Росомаха" на схід почав курсувати з Детройта до Буффало без будь-яких запланованих зупинок у Канаді, зробивши подорож за 4 години 50 хвилин, що стало безпрецедентним досягненням. Протягом того ж літа Канадський відділ перевозив 2300 пасажирів на день. До кінця десятиліття парк із 205 локомотивів Hudsons класу J-1 — одного з найпотужніших локомотивів для пасажирських перевезень, які колись створювали — перевозив пасажирів по магістралі CSR. Однак до 1930-х років Росомаха зупинявся на канадській ділянці маршруту. Крім того, наприкінці 1940-х років Емпайр-Стейт Експрес пройшов з Буффало до південно-західного Онтаріо; однак він завершився в Детройті.
Мічіганська центральна залізниця (MCR), а потім материнська Нью-Йоркська центральна залізниця (NYC) володіли Канадською Південною залізницею (CSR), яка мала лінії по всьому південно-західному Онтаріо від Віндзора до Ніагарського водоспаду. Залізниця керувала вагоноплавною службою над річкою Детройт яка занурювалась у трубчастий тунель під річкою Детройт між Детройтом, Мічиган, і Віндзором, Онтаріо і консольним мостом MCR на Ніагарському водоспаді, який пізніше був замінений сталевим арочним у 1925 році. Операція по спуску завершилася, коли було завершено будівництво тунелю на річці Детройт.

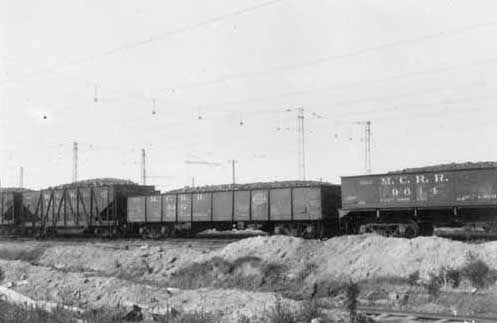
Сталеві гондоли Michigan Central у Порт-Стенлі, Онтаріо, 1915 рік

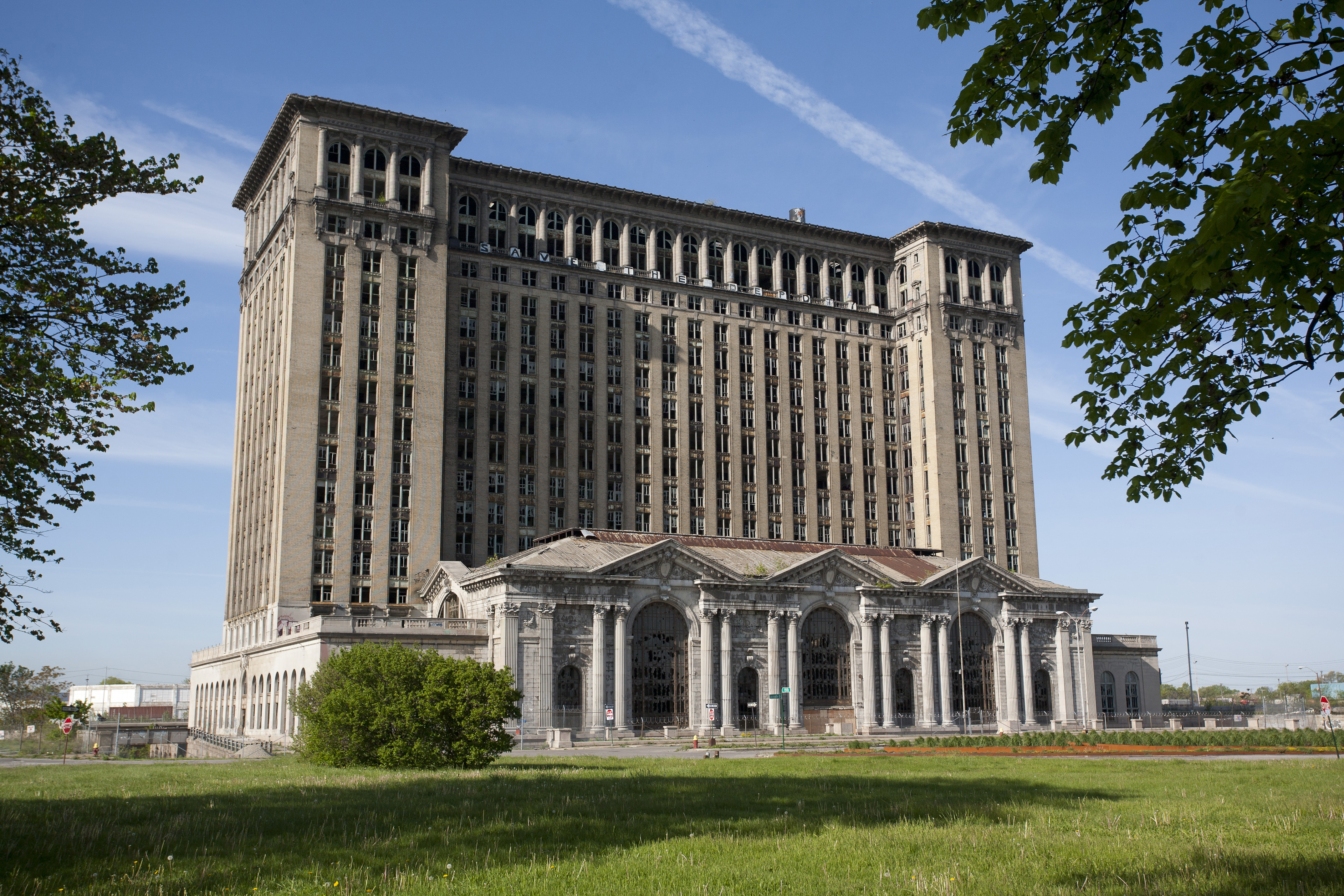
Центральний Вокзал Мічигану в Детройті в 2010 році

Michigan Central був власником Центрального Вокзалу Мічигану у Детройті. Будівля, відкрита в 1913 році, виконана в класичному стилі Beaux-Arts, спроєктована фірмами Уоррен і Ветмор і Рід і Стем, які також спроектували Центральний термінал Нью-Йорка. Таким чином, центральний вокзал Мічигану більш ніж мимохіть схожий на знаменитий залізничний вокзал Нью-Йорка.
Востаннє використовувався компанією Amtrak у 1988 році. Тоді центральний вокзал Мічигану став жертвою масового вандалізму. Протягом наступних 30 років було запропоновано кілька пропозицій і концепцій реконструкції, але жодна не була реалізована. Орієнтовна вартість реконструкції становила 80 мільйонів доларів, але власники вважали пошук правильного використання більшою проблемою, ніж фінансування. Попри те, що станція внесена до Національного реєстру історичних місць, у квітні 2009 року міська рада Детройта ухвалила рішення про знесення станції  Рада зустріла рішучу опозицію з боку жителя Детройта Стенлі Крістмаса, який, своєю чергою, подав до суду на місто Детройт, щоб припинити знесення, посилаючись на Національний закон про збереження історичних пам’яток 1966 року. Станція з'являється в першій частині фільму Годфрі Реджіо Naqoyqatsi та часто використовується Майклом Беєм у таких фільмах, як Острів і Трансформери. У травні 2018 року Ford Motor Company придбала будівлю для перепланування в об’єкт змішаного використання та наріжний камінь нового кампусу компанії в Корктауні.